# Carl Gottlob Häcker
Carl Gottlob Häcker (* 22. November 1791 in  Pegau; † 17. November 1860 in Borna) war ein deutscher Orgelbauer.

## Leben
Carl Gottlob Häcker war der Sohn von Johann Gottlob Häcker (1766–1817), der in Pegau eine Orgelbaufirma gründete. Er übernahm die Werkstatt seines Vaters und verlegte sie 1822/1823 von Pegau nach Borna, wo er Bürgerrecht erhielt. Ab etwa 1821 war der Orgelbauer Urban Kreutzbach sein Mitarbeiter. Zusammen mit seinem Vater wurden etwa 16 Orgeln errichtet.

## Werk
Die Größe der Instrumente wird in der fünften Spalte durch die Anzahl der Manuale und die Anzahl der klingenden Register in der sechsten Spalte angezeigt. Ein großes „P“ steht für ein selbstständiges Pedal, ein kleines „p“ für ein angehängtes Pedal. Eine Kursivierung zeigt an, dass die betreffende Orgel nicht mehr bzw. nur noch das Gehäuse erhalten ist.
| Jahr      | Ort            | Gebäude     | Bild\| | Manuale | Register | Bemerkungen |
| --------- | -------------- | ----------- | ------ | ------- | -------- | --- |
| 1819      | Großdalzig     | Dorfkirche  |        | II/P    | 23       | Um 1860 vermutlich Umbau durch Urban Kreutzbach; 1877 Reparatur und Erweiterung um Violon 16’ (Pedal) durch Friedrich Ladegast; 1969/1970 Umdisponierung durch Reinhard Schmeisser |
| 1822      | Dreiskau       | Dorfkirche  |        |         |          | 2011 Generalüberholung durch den Orgelbauer Schröer |
| 1822      | Schönau        | Dorfkirche  |        |         |          | nicht erhalten |
| 1825      | Prießnitz      | St. Annen   |        |         |          | sanierungsbedürftig |
| 1826      | Audigast       | Dorfkirche  |        | I/P     | 11       | 2012 Restaurierung durch Firma Frank Peiter, Lengefeld |
| 1833      | Zschoppach     | Dorfkirche  |        |         | 22       | 2000 bis 2004 restauriert |
| 1834/1835 | Strehla        | Stadtkirche |        | II/P    | 23       | Besonderheit war Register Aeolsharfe 8’; nicht erhalten → Orgel |
| 1842      | Dürrweitzschen | Dorfkirche  |        |         |          | [ 8 ] |